# Bulgnéville
 Bulgnéville  es una población y comuna francesa, en la región de Lorena, departamento de Vosgos, en el distrito de Neufchâteau y cantón de Bulgnéville.

## Demografía
| 880 | 995 | 1128 | 1220 | 1260 | 1286 |
| Para los censos de 1962 a 1999 la población legal corresponde a la población sin duplicidades (Fuente: INSEE [Consultar]) |     |      |      |      |      |